# Provinzmuseum Liaoning
Das Provinzmuseum Liaoning (chinesisch 遼寧省博物館 / 辽宁省博物馆, Pinyin Liáoníng shěng Bówùguǎn) ist das größte Museum der Provinz Liaoning und gehört zu den sogenannten 8 imposanten Museen Chinas außerhalb von Peking. Das Museum befindet sich in der Provinzhauptstadt Shenyang, dem alten politischen Zentrum der Mandschurei. Daher ging seine Sammlung aus dem kaiserlichen Besitz der Mandschu hervor und erreichte nach dem Zweiten Weltkrieg im Wesentlichen ihre heutige Gestalt. Die Galerie chinesischer Malerei und Kalligrafie zählt zu den bedeutendsten ihrer Art. Zu den weiteren Höhepunkten gehören der weltweit einzigartige Bestand an Keramiken der Kitan sowie Objekte aus Jade der Hongshan-Kultur.